# Загайпіль
Зага́йпіль — село в Україні, у Підгайчиківській сільській громаді Коломийського району Івано-Франківської області. 
Загайпіль вперше згадується в письмових джерелах 80-х років XVIII століття. В селі є девʼятирічна школа, клуб, книгозбірня.

## Розташування
Територія села Загайпіль займає 330 га. Село розташоване на 15 км східніше від Коломиї і на 90 км — від Івано-Франківська. З північного заходу на південний схід протікає річка Турка, яка поділяє село на дві майже рівні частини. В Турку впадає потічок Млинівка. Місцевість гориста, ґрунти чорноземні. Загайпіль межує на півдні з Назірною, на північному заході — з Підгайчиками, на півночі — зі Старим Гвіздцем, на сході — з Малим Гвіздцем і Кобильцем. Поблизу села проходить залізниця, яка зв'язує Івано-Франківськ і Козятин. Народні назви вулиць: Кугутівка, Мельники, Той кут, Горішня, Хриптюкова, Польська.

## Минуле
Назва села утворилась від словосполучення «за гаєм поле», походить від того, що перші поселення людей розташувалися за гаєм, який ріс поблизу. Село засноване приблизно в 12-13 ст. Перша згадка про село датується 1400 роком.
Про давнє походження села свідчить назва одного з урочищ — Могили. Тут знаходився спостережний пункт на випадок наближення татаро-монгол.
Великим тягарем лягла на плечі селян імперіалістична війна 1914—1918 років. 30 загайпільців загинули, багато повернулися каліками.
26 жовтня 1939 р. в с. Загайполі вперше було продемонстровано кіно.
3 липня 1941 року село окупували німці. До 20 осіб було вислано в Німеччину на примусові роботи. 27 березня 1944 року населений пункт було визволено, боїв не було. В роки Другої світової війни загинуло 40 жителів села, 1941—1944 рр. було знищено 14 єврейських сімей.
За свідченнями очевидців, 1942 року в селі було засновано Організацію українських націоналістів. На території села було два схрони-криївки, де 16 грудня 1945 року через зраду загинули п'ять повстанців у бою з енкаведистами, яких знайшли аж на початку 1990-х з ініціативи голови "Меморіалу" Ганни Шепетюк та голови сільвиконкому Марії Семчук, про що зазначив у своїй статті в газеті "Вісник Коломиї" репресований воїн УПА та політичний в'язень Іван Прошак. 25 серпня 1995 року останки борців за незалежність України було перепоховано на сільському цвинтарі. Перепоховані: Григорій Мельник, інвалід австрійської армії; Йосафат Мельник, був у проводі Степана Бандери; Іван Андрійчук, Іван Федорак та Дмитро Палагицький із села Острівці Городенківського району.
У центрі села 1965 року було збудовано обеліск слави (бетон) на честь воїнів, які загинули на фронтах Другої світової війни. Напис «Вічна слава героям!», на бетонних плитах написані імена полеглих воїнів.
Брали участь у війні в Афганістані два брати — Віктор і Василь Козарізи.

## Релігія
Церква Різдва Пресвятої Богородиці побудована з дерева 1900 року. Обряд греко-католицький. Громада УГКЦ зареєстрована в 1992 році. Священик Микола Малярчук.
1998 року зареєстровано громаду ПЦУ, яка збудувала церкву, освячену в 2000 році. Священик — Петро Фурик. Храмове свято 21 вересня — день Різдва Пресвятої Богородиці. Цвинтар один.
На території села було кілька пам'ятних хрестів, та всі вони були зруйновані. Капличка на честь скасування панщини зруйнована 1963 року, а 1992-го на її місці збудовано нову цегляну капличку. Ініціатором був Дмитро Довганюк.

## Освіта
До 1900 року в селі не було школи, зате було дві корчми, які проіснували до 1939 року. З 1902 року почала працювати рільнича, потім початкова школа, де працював один, а потім два вчителі. З 1951 року — семирічна, з 1960 року — восьмирічна школа, тепер ЗОШ І-ІІ ступенів (9 класів). В 1990 році розпочалось будівництво нової двоповерхової школи на 268 учнівських місць з класами-кабінетами, актовим і спортивним залами, їдальнею. 1 вересня 1999 року школу здали в експлуатацію. Тепер тут навчається 147 учнів, працює 17 учителів. Опалення центральне, газова котельня, є 5 котлів. Директор школи — Марія Семчук, очолює школу з 1985 року.
Є дитячий садок (завідувачка Тетяна Кмець).
В 1968 році побудовано клуб на 250 місць (завідувач Михайло Надурак). Працюють гуртки: драматичний, якому в 1998 році присвоєно звання народного, вокальний, хоровий, художнього слова.
Сільська бібліотека розміщена в приміщенні клубу (завідувачка Любов Будейчук), книжковий фонд — 9600 примірників.

## Підприємства
Після реформування спілки селян «Вільна Україна» на базі відділку створено ПСП «Нова ера-2000» (директор Михайло Мусіловський).
ФАП розміщено в орендованому пристосованому приміщенні контори ПСП «Нова ера-2000», діє з 1951 року, завідує ним Ганна Ільків.
На території сільської ради на базі тепличного господарства «Росинка» в 1997 році створено м'ясо-переробний цех агрофірми «Прут»; ТзОВ «Млин-Прут».

## Відомі люди
- Надурак Мирослав Романович(1984-07.03.2022)- боєць 10 гірсько-штурмової бригади, учасник російсько-української війни(російського повномасштабного вторгнення в Україну 24.02.2022).
- Відомий виходець із села — Кароль Венгриновський, реставратор скрипок, рідкісних музичних інструментів, композитор. Він написав пісню «Загайполе мій».